# A bailar Go Go
A bailar Go Go es un disco de  Traffic Sound, que fue sacado por Manuel Guerrero en la época que la banda se cambiaba de disquera de MAG a Sono Radio y que está conformado por los 3 45 r. p. m. que grabó la banda (entre 1968-1969) a inicios de su carrera. Compuesto por covers principalmente de Cream, Jimi Hendrix y Iron Butterfly.

## Lista de canciones
1. I'm So Glad
2. Sky Pilot
3. Destruction (You Can't Win)
4. You Got Me Floating
5. Fire
6. Sueño